# Amblyolpium ortonedae
Amblyolpium ortonedae är en spindeldjursart som först beskrevs av Edvard Ellingsen 1902.  Amblyolpium ortonedae ingår i släktet Amblyolpium och familjen Garypinidae. Inga underarter finns listade i Catalogue of Life.